# Frank F. Harding
Frank F. Harding (* 21. März 1916 in Rockland, Maine; † 15. Juli 1989 in Portland, Maine) war ein US-amerikanischer Anwalt und Politiker, der von 1955 bis 1958 Maine Attorney General war.

## Leben
Frank Ford Harding wurde als Sohn von Frank F. Harding und Agnes L. Riley Harding in Rockland geboren. Er beendete die Rockland High School im Jahr 1933 und studierte Rechtswissenschaften, während er in der Kanzlei von Jerry Burrows arbeitete. Im Jahr 1937 erhielt er seine Zulassung zum Anwalt.
Er arbeitete als County und District Attorney und war für das Knox County Gerichtsschreiber. Als Mitglied der Republikanischen Partei war er von 1951 bis 1952 Abgeordneter im Repräsentantenhaus von Maine, von 1953 bis 1954 Mitglied des Senats von Maine und von 1955 bis 1958 Maine Attorney General.
Harding war Mitglied der Anwaltskammer von Maine und auch Präsident der Anwaltskammer sowie Freimaurer.
Frank F. Harding war verheiratet und hatte einen Sohn. Er starb am 15. Juli 1989 in Portland. Sein Grab befindet sich auf dem Achorn Cemetery in Rockland.